# Хиротонија
Хиротонија или хиротонисање је у православним и католичким црквама посвећеност особе, обдаривши је благодаћу испуњеним даровима Духа Светога, дајући моћ (право) за вршење Светих тајни и обреда.
Обреди и теологија хиротоније у свим историјским црквама се незнатно разликују, док се у протестантским црквама овај концепт апостолског прејемства и хиротоније сматра небиблијским и има значајну разлику од православне и католичке.
У свим историјским црквама само епископ има право да хиротонише. Епископ, окружен свештеницима, у присуству заједнице, полаже руке (рукоположење или рукополагање) на кандидата и даје му овлашћење да врши свештеничку службу. У православној цркви, обично се користи реч хиротонија када неко постаје епископ а реч рукоположење када неко постаје свештеник.